# بيتار (قلعة)
قلعة بيتار (بالعبرية: בֵּיתַּר) كانت قرية قديمة لزراعة المدرجات في مرتفعات يهودا، كانت قلعة بيتار هي الحصن اليهودي الأخير في ثورة بار كوخبا في القرن الثاني الميلادي، والتي دمرها الجيش الروماني للإمبراطور هادريان في العام 135م.
يُعرف موقع بيتار التاريخي، بجوار قرية بتير الفلسطينية الحديثة، جنوب غرب القدس، باسم خربة اليهود. اليوم، تقع المستوطنة الإسرائيلية ومدينة بيتار عيليت أيضاً في مكان قريب.

### قراءة معمقة
- David Ussishkin, "Archaeological Soundings at Betar, Bar-Kochba's Last Stronghold", in: Tel Aviv. Journal of the Institute of Archaeology of Tel Aviv University 20 (1993) 66ff.

## وصلات خارجية
- Survey of Western Palestine, 1880 Map, Map 17: IAA, Wikimedia commons Coordinates for Bittir (Khurbet el Yehudi): East longitude, 35.08; North latitude, 31.43
- Shimon Gibson (2006), Bethar, Encyclopedia Judaica, based on الموسوعة العبرية
- Prof. David Ussishkin, Soundings in Betar, Bar-Kochba's Last Stronghold.
- Other Midrashic sources can be seen here.